# Alexandru Vasiliu (general)
Alexandru Vasiliu a fost un general român.
În paralel, în perioada 1954-1957, generalul Alexandru Vasiliu a fost președinte al Federației de Pentatlon Modern.
În perioada 2 octombrie 1957 - 7 august 1959, generalul-locotenent Alexandru Vasiliu a condus Regiunea a III-a Militară, cu sediul la Cluj.

## Distincții
- Ordinul „23 August” clasa a IV-a (12 august 1959) „pentru contribuție activă la întărirea regimului democrat-popular”[1]

## Vezi și
- Listă de generali români